# Tochuina
Tochuina is een geslacht van weekdieren uit de klasse van de Gastropoda (slakken).

## Soorten
- Tochuina gigantea (Bergh, 1904)
- Tochuina nigritigris (Valdés, Lundsten & N. G. Wilson, 2018)
- Tochuina nigromaculata (Roginskaya, 1984)

Niet geaccepteerde soort:
- Tochuina tetraquetra (Pallas, 1788) → Tritonia tetraquetra (Pallas, 1788)